# Faralló d'Albarca
El Faralló d'Albarca o des Matzoc és un illot que es troba al municipi d'Artà, a l'extrem nord-est de l'illa de Mallorca. És l'illot més gran de la costa artanenca i és habitat per gavines i corbs marins.